# United Cup de 2025
A United Cup de 2025 será a terceira edição da United Cup, um torneio internacional de tênis por equipes mistas em quadra dura ao ar livre, organizado pela Associação de Tenistas Profissionais (ATP) e pela Associação de Tênis Feminino (WTA). 
Esse torneio serve como abertura do ATP Tour 2025 e do WTA Tour 2025, será realizado de 27 de dezembro de 2024 a 7 de janeiro de 2025 em dois locais nas cidades australianas de Perth e Sydney. Oferecerá pontos no ranking da ATP ou da ranking da WTA. O máximo que um(a) tenista pode ganhar é 500 pontos.

## Fase eliminatória

### Chave
|  |                                   |                                   |                                   |                |   |                         |                         |                         |  |  |                    |                    |                    |
|  | Quartas de final 1 a 3 de janeiro | Quartas de final 1 a 3 de janeiro | Quartas de final 1 a 3 de janeiro |                |   | Semifinais 4 de janeiro | Semifinais 4 de janeiro | Semifinais 4 de janeiro |  |  | Final 5 de janeiro | Final 5 de janeiro | Final 5 de janeiro |
|  | Quartas de final 1 a 3 de janeiro | Quartas de final 1 a 3 de janeiro | Quartas de final 1 a 3 de janeiro |                |   | Semifinais 4 de janeiro | Semifinais 4 de janeiro | Semifinais 4 de janeiro |  |  | Final 5 de janeiro | Final 5 de janeiro | Final 5 de janeiro |
|  | Perth                             |                                   |                                   |                |   |                         |                         |                         |  |  |                    |                    |                    |
|  |                                   |                                   |                                   |                |   |                         |                         |                         |  |  |                    |                    |                    |
|  | Cazaquistão                       | Cazaquistão                       | 2                                 |                |   |                         |                         |                         |  |  |                    |                    |                    |
|  | Cazaquistão                       | Cazaquistão                       | 2                                 | Sydney         |   |                         |                         |                         |  |  |                    |                    |                    |
|  | Alemanha                          | Alemanha                          | 1                                 |                |   |                         |                         |                         |  |  |                    |                    |                    |
|  | Alemanha                          | Alemanha                          | 1                                 |                |   | Cazaquistão             | Cazaquistão             | 0                       |  |  |                    |                    |                    |
|  | Sydney                            |                                   |                                   |                |   | Cazaquistão             | Cazaquistão             | 0                       |  |  |                    |                    |                    |
|  |                                   |                                   | Polónia                           | Polónia        | 3 |                         |                         |                         |  |  |                    |                    |                    |
|  | Polónia                           | Polónia                           | Polónia                           | Polónia        | 3 | 3                       |                         |                         |  |  |                    |                    |                    |
|  | Polónia                           | Polónia                           |                                   |                |   | 3                       | Sydney                  |                         |  |  |                    |                    |                    |
|  | Grã-Bretanha                      | Grã-Bretanha                      | 0                                 |                |   |                         |                         |                         |  |  |                    |                    |                    |
|  | Grã-Bretanha                      | Grã-Bretanha                      | 0                                 |                |   | Polónia                 | Polónia                 | 0                       |  |  |                    |                    |                    |
|  | Perth                             |                                   |                                   |                |   | Polónia                 | Polónia                 | 0                       |  |  |                    |                    |                    |
|  |                                   |                                   | Estados Unidos                    | Estados Unidos | 2 |                         |                         |                         |  |  |                    |                    |                    |
|  | Estados Unidos                    | Estados Unidos                    | Estados Unidos                    | Estados Unidos | 2 | 3                       |                         |                         |  |  |                    |                    |                    |
|  | Estados Unidos                    | Estados Unidos                    | Sydney                            |                |   | 3                       |                         |                         |  |  |                    |                    |                    |
|  | China                             | China                             | 0                                 |                |   |                         |                         |                         |  |  |                    |                    |                    |
|  | China                             | China                             | 0                                 |                |   | Estados Unidos          | Estados Unidos          | 3                       |  |  |                    |                    |                    |
|  | Sydney                            |                                   |                                   |                |   | Estados Unidos          | Estados Unidos          | 3                       |  |  |                    |                    |                    |
|  |                                   |                                   | Chéquia                           | Chéquia        | 0 |                         |                         |                         |  |  |                    |                    |                    |
|  | Itália                            | Itália                            | Chéquia                           | Chéquia        | 0 | 1                       |                         |                         |  |  |                    |                    |                    |
|  | Itália                            | Itália                            |                                   |                |   |                         |                         |                         |  |  |                    |                    |                    |
|  | Chéquia                           | Chéquia                           | 2                                 |                |   |                         |                         |                         |  |  |                    |                    |                    |
|  | Chéquia                           | Chéquia                           | 2                                 |                |   |                         |                         |                         |  |  |                    |                    |                    |

## Formato
Ambas as cidades receberão três grupos de três países em formato todos contra todos (Round robin). O formato round-robin consistirá em uma partida de simples masculina, uma de simples feminina, e uma partida de duplas mistas.
Os vencedores de cada grupo e o melhor vice-campeão de cada cidade avançam para as quartas de final. Haverá um dia de viagem alocado antes das semifinais e da final acontecerem em Sydney.

## Classificação
Dezoito países entram no torneio baseado no seguinte critério:
- Cinco com base no ranking da ATP de seu melhor jogador de simples;
- Cinco com base no ranking da WTA de sua melhor jogadora de simples;
- Oito com base na classificação combinada dos melhores jogadores masculinos e femininos em seus respectivos rankings.

A Austrália tem uma vaga por ser anfitriã, mas garantiria na classificação combinada se não conseguisse.
As equipes podem ser compostas por até três jogadores de cada circuito, ou seja: três homens e três mulheres.

## Sedes
Perth e Sydney recebem, cada uma, três grupos de três países em formato round robin e as finais da cidade-sede nos primeiros sete dias do torneio. Sydney sedia as semifinais e a final nos últimos quatro dias.
| Imagem | Nome               | Abertura | Capacidade | Local                      | Eventos                                   | Mapa         |
| ------ | ------------------ | -------- | ---------- | -------------------------- | ----------------------------------------- | ------------ |
|        | RAC Arena          | 2012     | 15.500     | Perth, Austrália Ocidental | Fase de grupos Final da sede              | Sydney Perth |
|        | Ken Rosewall Arena | 1999     | 10.500     | Sydney, Nova Gales do Sul  | Fase de grupos Final da sede Finais Final | Sydney Perth |

## Pontos nos rankings da ATP/WTA
| Fase             | Pontos por vitória vs. ranking do oponente | Pontos por vitória vs. ranking do oponente | Pontos por vitória vs. ranking do oponente | Pontos por vitória vs. ranking do oponente | Pontos por vitória vs. ranking do oponente | Pontos por vitória vs. ranking do oponente | Pontos por vitória vs. ranking do oponente |
| Fase             | n° 1–10                                    | n° 11–20                                   | n° 21–30                                   | n° 31–50                                   | n° 51–100                                  | n° 101–250                                 | > n° 251                                   |
| ---------------- | ------------------------------------------ | ------------------------------------------ | ------------------------------------------ | ------------------------------------------ | ------------------------------------------ | ------------------------------------------ | ------------------------------------------ |
| Final            | 180                                        | 140                                        | 120                                        | 90                                         | 60                                         | 40                                         | 35                                         |
| Semifinais       | 130                                        | 105                                        | 90                                         | 60                                         | 40                                         | 35                                         | 25                                         |
| Finais das sedes | 80                                         | 65                                         | 55                                         | 40                                         | 35                                         | 25                                         | 20                                         |
| Fase de grupos   | 55                                         | 45                                         | 40                                         | 35                                         | 25                                         | 20                                         | 15                                         |

- Máximo 500 pontos
- Apenas para  a WTA: a jogadora que vencer 5 partidas vai receber 500 pontos; a jogadora que vencer 4 de 5 partidas vai receber um mínimo de 325 pontos

## Prêmio em dinheiro
A United Cup de 2024 teve uma premiação total em dinheiro de US$ 10 milhões. Isso foi 33,33% menor do que 2023 devido ao menor número de partidas disputadas.
A distribuição foi dividida em três componentes: taxa de participação, vitórias em partidas e vitórias em equipe.

### Taxa de participação
| Ranking de simples | Jogador N° 1 | Jogador N° 2 | Jogador N° 3 |
| ------------------ | ------------ | ------------ | ------------ |
| No. 1–10           | $230.000     | $210.000     | $33.000      |
| No. 11–20          | $115.000     | $105.000     | $33.000      |
| No. 21–30          | $69.000      | $52.500      | $33.000      |
| No. 31–50          | $46.000      | $31.500      | $16.500      |
| No. 51–100         | $34.500      | $21.000      | $16.500      |
| No. 101–250        | $28.750      | $15.750      | $8.250       |
| No. 251+           | $23.000      | $10.500      | $6.600       |

### Vitórias em partidas
| Rodada           | Jogador N° 1 | Duplas mistas |
| ---------------- | ------------ | ------------- |
| Final            | $280.250     | $52.800       |
| Semifinais       | $147.500     | $27.650       |
| Quartas de final | $77.600      | $14.550       |
| Fase de grupos   | $42.800      | $8.000        |

### Vitórias em equipe
| Rodada           | $ por equipe |
| ---------------- | ------------ |
| Final            | $25.850      |
| Semifinais       | $15.250      |
| Quartas de final | $8.950       |
| Fase de grupos   | $5.600       |

## Entradas
16 países se classificaram com base em suas classificações de simples ATP/WTA em 14 de outubro de 2024 e no compromisso dos jogadores em jogar no evento. As duas equipes restantes se classificaram com base em suas classificações ATP/WTA em 18 de novembro.
Os primeiros 16 países qualificados, os 5 melhores pelo ranking ATP, os 5 melhores pelo ranking WTA, mais os 6 melhores no ranking combinado foram anunciados em 21 de outubro de 2024. Os últimos 2 países qualificados, o 6º pelo ranking ATP ou WTA, foram anunciados em 3 de novembro de 2024.
| Nº | Equipe         | Crit.   | nº 1 ATP                | Rank      | nº 1 WTA               | Rank      | nº 2 ATP               | nº 2 WTA              | Duplista ATP           | Duplista WTA               | Capitã(o)                    |
| -- | -------------- | ------- | ----------------------- | --------- | ---------------------- | --------- | ---------------------- | --------------------- | ---------------------- | -------------------------- | ---------------------------- |
| 1  | Estados Unidos | WTA #2  | Taylor Fritz            | 4         | Coco Gauff             | 3         | Denis Kudla            | Danielle Collins      | Robert Galloway        | Desirae Krawczyk           | Michael Russell              |
| 2  | Polónia        | WTA #1  | Hubert Hurkacz          | 16        | Iga Świątek            | 2         | Kamil Majchrzak        | Maja Chwalińska       | Jan Zieliński          | Alicja Rosolska            | Mateusz Terczynski           |
| 3  | Grécia         | ATP #4  | Stefanos Tsitsipas      | 11        | Maria Sakkari          | 32        | Stefanos Sakellaridis  | Despina Papamichail   | Petros Tsitsipas       | Valentini Grammatikopoulou | Theodoros Angelinos          |
| 4  | Itália         | WTA #4  | Flavio Cobolli          | 32        | Jasmine Paolini        | 4         | Matteo Gigante         | Sara Errani           | Andrea Vavassori       | Angelica Moratelli         | Renzo Furlan                 |
| 5  | China          | WTA #5  | Zhang Zhizhen           | 45        | Gao Xinyu              | 175       | Bai Yan                | Gao Xinyu             | Sun Fajing             | Zhang Shuai                | Wu Di                        |
| 6  | Grã-Bretanha   | Comb #2 | Billy Harris            | 125       | Katie Boulter          | 24        | Billy Harris           | Lily Miyazaki         | Charles Broom          | Olivia Nicholls            | Alexander Ward               |
| 7  | Canadá         | Comb #3 | Félix Auger-Aliassime   | 29        | Leylah Fernandez       | 31        | Liam Draxl             | Stacey Fung           | Benjamin Sigouin       | Ariana Arseneault          | Félix Auger-Aliassime        |
| 8  | Chéquia        | Comb #1 | Tomáš Macháč            | 25        | Karolína Muchová       | 9PR(22)   | Marek Gengel           | Gabriela Knutson      | Patrik Rikl            | Vendula Valdmannová        | Daniel Vacek                 |
| 9  | Cazaquistão    | WTA #3  | Alexander Shevchenko    | 78        | Elena Rybakina         | 6         | Dmitry Popko           | Zhibek Kulambayeva    | Aleksandr Nedovyesov   | —                          | Aleksandr Nedovyesov         |
| 10 | França         | ATP #5  | Ugo Humbert             | 14        | Chloé Paquet           | 123       | Corentin Moutet        | Leolia Jeanjean       | Édouard Roger-Vasselin | Elixane Lechemia           | Fabrice Martin               |
| 11 | Alemanha       | ATP #1  | Alexander Zverev        | 2         | Laura Siegemund        | 80        | Daniel Masur           | Lena Papadakis        | Tim Pütz               | Vivian Heisen              | Alexander Zverev Sr.         |
| 12 | Austrália      | ATP #3  | Alex de Minaur          | 9         | Olivia Gadecki         | 96        | Omar Jasika            | Destanee Aiava        | Matthew Ebden          | Ellen Perez                | Lleyton Hewitt               |
| 13 | Brasil         | Comb #5 | Thiago Monteiro         | 109       | Beatriz Haddad Maia    | 17        | Gustavo Heide          | Carolina Alves        | Rafael Matos           | Luisa Stefani              | Rafael Paciaroni             |
| 14 | Espanha        | Comb #4 | Pablo Carreño Busta     | 18PR(196) | Jéssica Bouzas Maneiro | 54        | Carlos Taberner        | Marina Bassols Ribera | Sergio Martos Gornés   | Yvonne Cavallé Reimers     | José Antonio Sánchez de Luna |
| 15 | Noruega        | ATP #2  | Casper Ruud             | 6         | Malene Helgø           | 404       | Viktor Durasovic       | Ulrikke Eikeri        | —                      | —                          | Christian Ruud               |
| 16 | Suíça          | Comb #6 | Dominic Stricker        | 94PR(301) | Belinda Bencic         | 15PR(484) | Rémy Bertola           | Céline Naef           | Jakub Paul             | Conny Perrin               | Sandra Naef                  |
| 17 | Argentina      | Comb #7 | Tomás Martín Etcheverry | 39        | Nadia Podoroska        | 99        | Thiago Agustín Tirante | María Lourdes Carlé   | Guido Andreozzi        | —                          | Horacio de la Peña           |
| 18 | Croácia        | Comb #8 | Borna Ćorić             | 90        | Donna Vekić            | 19        | Luka Mikrut            | Lucija Ćirić Bagarić  | Ivan Dodig             | Petra Marčinko             | Iva Majoli                   |

1. 1 2 3  Substituiu jogador(a) que se retirou
2. 1 2  3ª jogadora de simples em vez de duplas

### Retiradas
| Posição | Nação       | Ass. | Jogador(a)   | Rank | Motivo           |
| ------- | ----------- | ---- | ------------ | ---- | ---------------- |
| 5       | China       | WTA  | Zheng Qinwen | 5    | Recuperação      |
| 6       | Reino Unido | ATP  | Jack Draper  | 15   | Lesão no quadril |
| 10      | França      | WTA  | Diane Parry  | 63   | Lesão            |

- Ranking de simples de 16 dezembro de 2024.
- PR — Ranking protegido

## Fase de grupos
|  | Classificado para a fase eliminatória (em negrito) |
|  | Eliminado                                          |

### Visão geral
D = Disputas, P = Partidas, S = Sets
| Grupo | Primeiro lugar | Primeiro lugar | Primeiro lugar | Primeiro lugar | Segundo lugar | Segundo lugar | Segundo lugar | Segundo lugar | Terceiro lugar | Terceiro lugar | Terceiro lugar | Terceiro lugar |
| Grupo | País           | D              | P              | S              | País          | D             | P             | S             | País           | D              | P              | S              |
| ----- | -------------- | -------------- | -------------- | -------------- | ------------- | ------------- | ------------- | ------------- | -------------- | -------------- | -------------- | -------------- |
| A     | Estados Unidos | 2–0            | 5–1            | 11–2           | Canadá        | 1–1           | 3–3           | 7–7           | Croácia        | 0–2            | 1–5            | 2–11           |
| B     | Polónia        | 2–0            | 4–2            | 9–5            | Chéquia       | 1–1           | 3–3           | 7–7           | Noruega        | 0–2            | 2–4            | 5–9            |
| C     | Cazaquistão    | 2–0            | 5–1            | 10–4           | Grécia        | 1–1           | 2–4           | 5–10          | Espanha        | 0–2            | 2–4            | 7–8            |
| D     | Itália         | 2–0            | 6–0            | 12–1           | Suíça         | 1–1           | 2–4           | 4–8           | França         | 0–2            | 1–5            | 3–10           |
| E     | Alemanha       | 2–0            | 5–1            | 11–4           | China         | 1–1           | 4–2           | 9–6           | Brasil         | 0–2            | 0–6            | 2–12           |
| F     | Grã-Bretanha   | 1–1            | 3–3            | 7–6            | Austrália     | 1–1           | 3–3           | 6–6           | Argentina      | 1–1            | 3–3            | 6–7            |

### Grupo A
Cidade sede: Perth
| Pos. | País           | Disputas | Partidas | Sets       | Games       |
| ---- | -------------- | -------- | -------- | ---------- | ----------- |
| 1    | Estados Unidos | 2–0      | 5–1      | 11–2 (85%) | 76–49 (61%) |
| 2    | Canadá         | 1–1      | 3–3      | 7–7 (50%)  | 71–66 (52%) |
| 3    | Croácia        | 0–2      | 1–5      | 2–11 (15%) | 42–74 (36%) |

#### Canadá vs. Croácia
| CAN 2 | Perth 28 de dezembro de 2024 | Perth 28 de dezembro de 2024                                               | CRO 1 |     |     |  |
| \| \| \| \| 1 \| 2 \| 3 \| \| \| - \| \| -------------------------------------------------------------------------- \| --- \| --- \| --- \| \| \| 1 \| \| Leylah Fernandez Donna Vekić \| 6 4 \| 6 3 \| \| \| \| 2 \| \| Félix Auger-Aliassime Borna Ćorić \| 6 0 \| 4 6 \| 4 6 \| \| \| 3 \| \| Leylah Fernandez / Félix Auger-Aliassime Lucija Ćirić Bagarić / Ivan Dodig \| 6 3 \| 6 4 \| \| \| |                              |                                                                            |       |     |     |  |
| |                              |                                                                            | 1     | 2   | 3   |  |
| 1 | Canadá · Croácia             | Leylah Fernandez Donna Vekić                                               | 6 4   | 6 3 |     |  |
| 2 | Canadá · Croácia             | Félix Auger-Aliassime Borna Ćorić                                          | 6 0   | 4 6 | 4 6 |  |
| 3 | Canadá · Croácia             | Leylah Fernandez / Félix Auger-Aliassime Lucija Ćirić Bagarić / Ivan Dodig | 6 3   | 6 4 |     |  |

#### Estados Unidos vs. Canadá
| USA 2 | Perth 29 de dezembro de 2024 | Perth 29 de dezembro de 2024                                       | CAN 1 |     |     |  |
| \| \| \| \| 1 \| 2 \| 3 \| \| \| - \| \| ------------------------------------------------------------------ \| ---- \| --- \| --- \| \| \| 1 \| \| Coco Gauff Leylah Fernandez \| 6 3 \| 6 2 \| \| \| \| 2 \| \| Taylor Fritz Félix Auger-Aliassime \| 6 4 \| 5 7 \| 3 6 \| \| \| 3 \| \| Coco Gauff / Taylor Fritz Leylah Fernandez / Félix Auger-Aliassime \| 7 62 \| 7 5 \| \| \| |                              |                                                                    |       |     |     |  |
| |                              |                                                                    | 1     | 2   | 3   |  |
| 1 | Estados Unidos · Canadá      | Coco Gauff Leylah Fernandez                                        | 6 3   | 6 2 |     |  |
| 2 | Estados Unidos · Canadá      | Taylor Fritz Félix Auger-Aliassime                                 | 6 4   | 5 7 | 3 6 |  |
| 3 | Estados Unidos · Canadá      | Coco Gauff / Taylor Fritz Leylah Fernandez / Félix Auger-Aliassime | 7 62  | 7 5 |     |  |

#### Estados Unidos vs. Croácia
| USA 3 | Perth 31 de dezembro de 2024 | Perth 31 de dezembro de 2024                          | CRO 0 |     |   |  |
| \| \| \| \| 1 \| 2 \| 3 \| \| \| - \| \| ----------------------------------------------------- \| --- \| --- \| - \| \| \| 1 \| \| Taylor Fritz Borna Ćorić \| 6 3 \| 6 2 \| \| \| \| 2 \| \| Coco Gauff Donna Vekić \| 6 4 \| 6 2 \| \| \| \| 3 \| \| Coco Gauff / Taylor Fritz Petra Marčinko / Ivan Dodig \| 6 2 \| 6 3 \| \| \| |                              |                                                       |       |     |   |  |
| |                              |                                                       | 1     | 2   | 3 |  |
| 1 | Estados Unidos · Croácia     | Taylor Fritz Borna Ćorić                              | 6 3   | 6 2 |   |  |
| 2 | Estados Unidos · Croácia     | Coco Gauff Donna Vekić                                | 6 4   | 6 2 |   |  |
| 3 | Estados Unidos · Croácia     | Coco Gauff / Taylor Fritz Petra Marčinko / Ivan Dodig | 6 2   | 6 3 |   |  |

### Grupo B
Cidade sede: Sydney
| Pos. | País    | Disputas | Partidas | Sets      | Games       |
| ---- | ------- | -------- | -------- | --------- | ----------- |
| 1    | Polónia | 2–0      | 4–2      | 9–5 (64%) | 67–55 (55%) |
| 2    | Chéquia | 1–1      | 3–3      | 7–7 (50%) | 73–70 (51%) |
| 3    | Noruega | 0–2      | 2–4      | 5–9 (36%) | 53–68 (44%) |

#### República Tcheca vs. Noruega
| CZE 2 | Sydney 29 de dezembro de 2024 | Sydney 29 de dezembro de 2024                                     | NOR 1 |     |     |  |
| \| \| \| \| 1 \| 2 \| 3 \| \| \| - \| \| ----------------------------------------------------------------- \| ---- \| --- \| --- \| \| \| 1 \| \| Karolína Muchová Malene Helgø \| 6 2 \| 6 2 \| \| \| \| 2 \| \| Tomáš Macháč Casper Ruud \| 6 78 \| 7 5 \| 4 6 \| \| \| 3 \| \| Karolína Muchová / Tomáš Macháč Ulrikke Eikeri / Viktor Durasovic \| 6 4 \| 6 4 \| \| \| |                               |                                                                   |       |     |     |  |
| |                               |                                                                   | 1     | 2   | 3   |  |
| 1 | Chéquia · Noruega             | Karolína Muchová Malene Helgø                                     | 6 2   | 6 2 |     |  |
| 2 | Chéquia · Noruega             | Tomáš Macháč Casper Ruud                                          | 6 78  | 7 5 | 4 6 |  |
| 3 | Chéquia · Noruega             | Karolína Muchová / Tomáš Macháč Ulrikke Eikeri / Viktor Durasovic | 6 4   | 6 4 |     |  |

#### Polônia vs. Noruega
| POL 2 | Sydney 30 de dezembro de 2024 | Sydney 30 de dezembro de 2024                            | NOR 1 |     |          |  |
| \| \| \| \| 1 \| 2 \| 3 \| \| \| - \| \| -------------------------------------------------------- \| --- \| --- \| -------- \| \| \| 1 \| \| Iga Świątek Malene Helgø \| 6 1 \| 6 0 \| \| \| \| 2 \| \| Hubert Hurkacz Casper Ruud \| 5 7 \| 3 6 \| \| \| \| 3 \| \| Iga Świątek / Jan Zieliński Ulrikke Eikeri / Casper Ruud \| 6 3 \| 0 6 \| [10] [8] \| \| |                               |                                                          |       |     |          |  |
| |                               |                                                          | 1     | 2   | 3        |  |
| 1 | Polónia · Noruega             | Iga Świątek Malene Helgø                                 | 6 1   | 6 0 |          |  |
| 2 | Polónia · Noruega             | Hubert Hurkacz Casper Ruud                               | 5 7   | 3 6 |          |  |
| 3 | Polónia · Noruega             | Iga Świątek / Jan Zieliński Ulrikke Eikeri / Casper Ruud | 6 3   | 0 6 | [10] [8] |  |

#### Polônia vs. República Tcheca
| POL 2 | Sydney 1 de janeiro de 2025 | Sydney 1 de janeiro de 2025                                  | CZE 1 |     |     |  |
| \| \| \| \| 1 \| 2 \| 3 \| \| \| - \| \| ------------------------------------------------------------ \| ---- \| --- \| --- \| \| \| 1 \| \| Hubert Hurkacz Tomáš Macháč \| 5 7 \| 6 3 \| 4 6 \| \| \| 2 \| \| Iga Świątek Karolína Muchová \| 6 3 \| 6 4 \| \| \| \| 3 \| \| Iga Świątek / Hubert Hurkacz Karolína Muchová / Tomáš Macháč \| 7 63 \| 6 3 \| \| \| |                             |                                                              |       |     |     |  |
| |                             |                                                              | 1     | 2   | 3   |  |
| 1 | Polónia · Chéquia           | Hubert Hurkacz Tomáš Macháč                                  | 5 7   | 6 3 | 4 6 |  |
| 2 | Polónia · Chéquia           | Iga Świątek Karolína Muchová                                 | 6 3   | 6 4 |     |  |
| 3 | Polónia · Chéquia           | Iga Świątek / Hubert Hurkacz Karolína Muchová / Tomáš Macháč | 7 63  | 6 3 |     |  |

### Grupo C
Cidade sede: Perth
| Pos. | País        | Disputas | Partidas | Sets       | Games       |
| ---- | ----------- | -------- | -------- | ---------- | ----------- |
| 1    | Cazaquistão | 2–0      | 5–1      | 10–4 (71%) | 63–56 (53%) |
| 2    | Grécia      | 1–1      | 2–4      | 5–10 (33%) | 56–68 (45%) |
| 3    | Espanha     | 0–2      | 2–4      | 7–8 (47%)  | 64–59 (52%) |

#### Cazaquistão vs. Espanha
| KAZ 2 | Perth 27 de dezembro de 2024 | Perth 27 de dezembro de 2024                                                       | ESP 1 |      |          |  |
| \| \| \| \| 1 \| 2 \| 3 \| \| \| - \| \| ---------------------------------------------------------------------------------- \| ---- \| ---- \| -------- \| \| \| 1 \| \| Alexander Shevchenko Pablo Carreño Busta \| 2 6 \| 1 6 \| \| \| \| 2 \| \| Elena Rybakina Jéssica Bouzas Maneiro \| 6 2 \| 6 3 \| \| \| \| 3 \| \| Elena Rybakina / Alexander Shevchenko Yvonne Cavallé Reimers / Pablo Carreño Busta \| 7 64 \| 62 7 \| [10] [7] \| \| |                              |                                                                                    |       |      |          |  |
| |                              |                                                                                    | 1     | 2    | 3        |  |
| 1 | Cazaquistão · Espanha        | Alexander Shevchenko Pablo Carreño Busta                                           | 2 6   | 1 6  |          |  |
| 2 | Cazaquistão · Espanha        | Elena Rybakina Jéssica Bouzas Maneiro                                              | 6 2   | 6 3  |          |  |
| 3 | Cazaquistão · Espanha        | Elena Rybakina / Alexander Shevchenko Yvonne Cavallé Reimers / Pablo Carreño Busta | 7 64  | 62 7 | [10] [7] |  |

#### Grécia vs. Espanha
| GRE 2 | Perth 28 de dezembro de 2024 | Perth 28 de dezembro de 2024                                                     | ESP 1 |     |          |  |
| \| \| \| \| 1 \| 2 \| 3 \| \| \| - \| \| -------------------------------------------------------------------------------- \| --- \| --- \| -------- \| \| \| 1 \| \| Maria Sakkari Jéssica Bouzas Maneiro \| 2 6 \| 1 6 \| \| \| \| 2 \| \| Stefanos Tsitsipas Pablo Carreño Busta \| 6 4 \| 4 6 \| 6 3 \| \| \| 3 \| \| Maria Sakkari / Stefanos Tsitsipas Yvonne Cavallé Reimers / Sergio Martos Gornés \| 4 6 \| 6 3 \| [10] [6] \| \| |                              |                                                                                  |       |     |          |  |
| |                              |                                                                                  | 1     | 2   | 3        |  |
| 1 | Grécia · Espanha             | Maria Sakkari Jéssica Bouzas Maneiro                                             | 2 6   | 1 6 |          |  |
| 2 | Grécia · Espanha             | Stefanos Tsitsipas Pablo Carreño Busta                                           | 6 4   | 4 6 | 6 3      |  |
| 3 | Grécia · Espanha             | Maria Sakkari / Stefanos Tsitsipas Yvonne Cavallé Reimers / Sergio Martos Gornés | 4 6   | 6 3 | [10] [6] |  |

#### Grécia vs. Cazaquistão
| GRE 0 | Perth 30 de dezembro de 2024 | Perth 30 de dezembro de 2024                                                     | KAZ 3 |      |          |  |
| \| \| \| \| 1 \| 2 \| 3 \| \| \| - \| \| -------------------------------------------------------------------------------- \| --- \| ---- \| -------- \| \| \| 1 \| \| Stefanos Tsitsipas Alexander Shevchenko \| 4 6 \| 60 7 \| \| \| \| 2 \| \| Maria Sakkari Elena Rybakina \| 4 6 \| 3 6 \| \| \| \| 3 \| \| Despina Papamichail / Petros Tsitsipas Zhibek Kulambayeva / Aleksandr Nedovyesov \| 6 2 \| 3 6 \| [6] [10] \| \| |                              |                                                                                  |       |      |          |  |
| |                              |                                                                                  | 1     | 2    | 3        |  |
| 1 | Grécia · Cazaquistão         | Stefanos Tsitsipas Alexander Shevchenko                                          | 4 6   | 60 7 |          |  |
| 2 | Grécia · Cazaquistão         | Maria Sakkari Elena Rybakina                                                     | 4 6   | 3 6  |          |  |
| 3 | Grécia · Cazaquistão         | Despina Papamichail / Petros Tsitsipas Zhibek Kulambayeva / Aleksandr Nedovyesov | 6 2   | 3 6  | [6] [10] |  |

### Grupo D
Cidade sede: Sydney
| Pos. | País   | Disputas | Partidas | Sets       | Games       |
| ---- | ------ | -------- | -------- | ---------- | ----------- |
| 1    | Itália | 2-0      | 6–0      | 12–1 (92%) | 78–44 (64%) |
| 2    | Suíça  | 1–1      | 2–4      | 4–8 (33%)  | 52–61 (46%) |
| 3    | França | 0–2      | 1–5      | 3–10 (23%) | 49–74 (40%) |

#### França vs. Suíça
| FRA 1 | Sydney 28 de dezembro de 2024 | Sydney 28 de dezembro de 2024                                               | SUI 2 |      |   |  |
| \| \| \| \| 1 \| 2 \| 3 \| \| \| - \| \| --------------------------------------------------------------------------- \| --- \| ---- \| - \| \| \| 1 \| \| Chloe Paquet Belinda Bencic \| 3 6 \| 1 6 \| \| \| \| 2 \| \| Ugo Humbert Dominic Stricker \| 6 3 \| 7 5 \| \| \| \| 3 \| \| Elixane Lechemia / Édouard Roger-Vasselin Belinda Bencic / Dominic Stricker \| 1 6 \| 64 7 \| \| \| |                               |                                                                             |       |      |   |  |
| |                               |                                                                             | 1     | 2    | 3 |  |
| 1 | França · Suíça                | Chloe Paquet Belinda Bencic                                                 | 3 6   | 1 6  |   |  |
| 2 | França · Suíça                | Ugo Humbert Dominic Stricker                                                | 6 3   | 7 5  |   |  |
| 3 | França · Suíça                | Elixane Lechemia / Édouard Roger-Vasselin Belinda Bencic / Dominic Stricker | 1 6   | 64 7 |   |  |

#### Itália vs. Suíça
| ITA 3 | Sydney 29 de dezembro de 2024 | Sydney 29 de dezembro de 2024                                    | SUI 0 |      |   |  |
| \| \| \| \| 1 \| 2 \| 3 \| \| \| - \| \| ---------------------------------------------------------------- \| --- \| ---- \| - \| \| \| 1 \| \| Flavio Cobolli Dominic Stricker \| 6 3 \| 7 62 \| \| \| \| 2 \| \| Jasmine Paolini Belinda Bencic \| 6 1 \| 6 1 \| \| \| \| 3 \| \| Sara Errani / Andrea Vavassori Belinda Bencic / Dominic Stricker \| 6 4 \| 6 4 \| \| \| |                               |                                                                  |       |      |   |  |
| |                               |                                                                  | 1     | 2    | 3 |  |
| 1 | Itália · Suíça                | Flavio Cobolli Dominic Stricker                                  | 6 3   | 7 62 |   |  |
| 2 | Itália · Suíça                | Jasmine Paolini Belinda Bencic                                   | 6 1   | 6 1  |   |  |
| 3 | Itália · Suíça                | Sara Errani / Andrea Vavassori Belinda Bencic / Dominic Stricker | 6 4   | 6 4  |   |  |

#### Itália vs. França
| ITA 3 | Sydney 31 de dezembro de 2024 | Sydney 31 de dezembro de 2024                                            | FRA 0 |        |     |  |
| \| \| \| \| 1 \| 2 \| 3 \| \| \| - \| \| ------------------------------------------------------------------------ \| --- \| ------ \| --- \| \| \| 1 \| \| Flavio Cobolli Ugo Humbert \| 3 6 \| 710 68 \| 6 2 \| \| \| 2 \| \| Jasmine Paolini Chloé Paquet \| 6 0 \| 6 2 \| \| \| \| 3 \| \| Sara Errani / Andrea Vavassori Elixane Lechemia / Édouard Roger-Vasselin \| 6 3 \| 7 63 \| \| \| |                               |                                                                          |       |        |     |  |
| |                               |                                                                          | 1     | 2      | 3   |  |
| 1 | Itália · França               | Flavio Cobolli Ugo Humbert                                               | 3 6   | 710 68 | 6 2 |  |
| 2 | Itália · França               | Jasmine Paolini Chloé Paquet                                             | 6 0   | 6 2    |     |  |
| 3 | Itália · França               | Sara Errani / Andrea Vavassori Elixane Lechemia / Édouard Roger-Vasselin | 6 3   | 7 63   |     |  |

### Grupo E
Cidade sede: Perth
| Pos. | País     | Disputas | Partidas | Sets       | Games       |
| ---- | -------- | -------- | -------- | ---------- | ----------- |
| 1    | Alemanha | 2–0      | 5–1      | 11–4 (73%) | 75–62 (55%) |
| 2    | China    | 1–1      | 4–2      | 9–6 (60%)  | 74–65 (53%) |
| 3    | Brasil   | 0–2      | 0–6      | 2–12 (14%) | 59–81 (42%) |

#### China vs. Brasil
| CHN 3 | Perth 27 de dezembro de 2024 | Perth 27 de dezembro de 2024                              | BRA 0 |     |     |  |
| \| \| \| \| 1 \| 2 \| 3 \| \| \| - \| \| --------------------------------------------------------- \| --- \| --- \| --- \| \| \| 1 \| \| Gao Xinyu Beatriz Haddad Maia \| 5 7 \| 6 4 \| 7 5 \| \| \| 2 \| \| Zhang Zhizhen Thiago Monteiro \| 6 3 \| 6 0 \| \| \| \| 3 \| \| Zhang Shuai / Zhang Zhizhen Carolina Alves / Rafael Matos \| 6 4 \| 7 5 \| \| \| |                              |                                                           |       |     |     |  |
| |                              |                                                           | 1     | 2   | 3   |  |
| 1 | China · Brasil               | Gao Xinyu Beatriz Haddad Maia                             | 5 7   | 6 4 | 7 5 |  |
| 2 | China · Brasil               | Zhang Zhizhen Thiago Monteiro                             | 6 3   | 6 0 |     |  |
| 3 | China · Brasil               | Zhang Shuai / Zhang Zhizhen Carolina Alves / Rafael Matos | 6 4   | 7 5 |     |  |

#### Alemanha vs. Brasil
| GER 3 | Perth 29 de dezembro de 2024 | Perth 29 de dezembro de 2024                             | BRA 0  |     |     |  |
| \| \| \| \| 1 \| 2 \| 3 \| \| \| - \| \| -------------------------------------------------------- \| ------ \| --- \| --- \| \| \| 1 \| \| Laura Siegemund Beatriz Haddad Maia \| 6 3 \| 1 6 \| 6 4 \| \| \| 2 \| \| Alexander Zverev Thiago Monteiro \| 6 4 \| 6 4 \| \| \| \| 3 \| \| Laura Siegemund / Tim Pütz Carolina Alves / Rafael Matos \| 710 68 \| 6 4 \| \| \| |                              |                                                          |        |     |     |  |
| |                              |                                                          | 1      | 2   | 3   |  |
| 1 | Alemanha · Brasil            | Laura Siegemund Beatriz Haddad Maia                      | 6 3    | 1 6 | 6 4 |  |
| 2 | Alemanha · Brasil            | Alexander Zverev Thiago Monteiro                         | 6 4    | 6 4 |     |  |
| 3 | Alemanha · Brasil            | Laura Siegemund / Tim Pütz Carolina Alves / Rafael Matos | 710 68 | 6 4 |     |  |

#### China vs. Alemanha
| CHN 1 | Perth 30 de dezembro de 2024 | Perth 30 de dezembro de 2024                                   | GER 2 |      |     |  |
| \| \| \| \| 1 \| 2 \| 3 \| \| \| - \| \| -------------------------------------------------------------- \| --- \| ---- \| --- \| \| \| 1 \| \| Zhang Zhizhen Alexander Zverev \| 6 2 \| 0 6 \| 2 6 \| \| \| 2 \| \| Gao Xinyu Laura Siegemund \| 6 1 \| 3 6 \| 6 3 \| \| \| 3 \| \| Zhang Shuai / Zhang Zhizhen Laura Siegemund / Alexander Zverev \| 2 6 \| 63 7 \| \| \| |                              |                                                                |       |      |     |  |
| |                              |                                                                | 1     | 2    | 3   |  |
| 1 | China · Alemanha             | Zhang Zhizhen Alexander Zverev                                 | 6 2   | 0 6  | 2 6 |  |
| 2 | China · Alemanha             | Gao Xinyu Laura Siegemund                                      | 6 1   | 3 6  | 6 3 |  |
| 3 | China · Alemanha             | Zhang Shuai / Zhang Zhizhen Laura Siegemund / Alexander Zverev | 2 6   | 63 7 |     |  |

### Grupo F
Cidade sede: Sydney
| Pos. | País         | Disputas | Partidas | Sets      | Games       |
| ---- | ------------ | -------- | -------- | --------- | ----------- |
| 1    | Grã-Bretanha | 1–1      | 3–3      | 7–6 (54%) | 61–59 (51%) |
| 2    | Austrália    | 1–1      | 3–3      | 6–6 (50%) | 52–53 (50%) |
| 3    | Argentina    | 1–1      | 3–3      | 6–7 (46%) | 60–61 (50%) |

#### Austrália vs. Argentina
| AUS 1 | Sydney 28 de dezembro de 2024 | Sydney 28 de dezembro de 2024                                             | ARG 2 |     |   |  |
| \| \| \| \| 1 \| 2 \| 3 \| \| \| - \| \| ------------------------------------------------------------------------- \| --- \| --- \| - \| \| \| 1 \| \| Olivia Gadecki Nadia Podoroska \| 2 6 \| 4 6 \| \| \| \| 2 \| \| Alex de Minaur Tomás Martín Etcheverry \| 6 1 \| 6 4 \| \| \| \| 3 \| \| Ellen Perez / Matthew Ebden María Lourdes Carlé / Tomás Martín Etcheverry \| 2 6 \| 4 6 \| \| \| |                               |                                                                           |       |     |   |  |
| |                               |                                                                           | 1     | 2   | 3 |  |
| 1 | Austrália · Argentina         | Olivia Gadecki Nadia Podoroska                                            | 2 6   | 4 6 |   |  |
| 2 | Austrália · Argentina         | Alex de Minaur Tomás Martín Etcheverry                                    | 6 1   | 6 4 |   |  |
| 3 | Austrália · Argentina         | Ellen Perez / Matthew Ebden María Lourdes Carlé / Tomás Martín Etcheverry | 2 6   | 4 6 |   |  |

#### Grã-Bretanha vs. Argentina
| GBR 2 | Sydney 30 de dezembro de 2024 | Sydney 30 de dezembro de 2024                                               | ARG 1 |     |     |  |
| \| \| \| \| 1 \| 2 \| 3 \| \| \| - \| \| --------------------------------------------------------------------------- \| ---- \| --- \| --- \| \| \| 1 \| \| Katie Boulter Nadia Podoroska \| 6 2 \| 6 3 \| \| \| \| 2 \| \| Billy Harris Tomás Martín Etcheverry \| 6 3 \| 3 6 \| 2 6 \| \| \| 3 \| \| Katie Boulter / Charles Broom María Lourdes Carlé / Tomás Martín Etcheverry \| 7 64 \| 7 5 \| \| \| |                               |                                                                             |       |     |     |  |
| |                               |                                                                             | 1     | 2   | 3   |  |
| 1 | Reino Unido · Argentina       | Katie Boulter Nadia Podoroska                                               | 6 2   | 6 3 |     |  |
| 2 | Reino Unido · Argentina       | Billy Harris Tomás Martín Etcheverry                                        | 6 3   | 3 6 | 2 6 |  |
| 3 | Reino Unido · Argentina       | Katie Boulter / Charles Broom María Lourdes Carlé / Tomás Martín Etcheverry | 7 64  | 7 5 |     |  |

#### Grã-Bretanha vs. Austrália
| GBR 1 | Sydney 1 de janeiro de 2025 | Sydney 1 de janeiro de 2025                                     | AUS 2 |      |   |  |
| \| \| \| \| 1 \| 2 \| 3 \| \| \| - \| \| --------------------------------------------------------------- \| --- \| ---- \| - \| \| \| 1 \| \| Katie Boulter Olivia Gadecki \| 6 2 \| 6 1 \| \| \| \| 2 \| \| Billy Harris Alex de Minaur \| 2 6 \| 1 6 \| \| \| \| 3 \| \| Olivia Nicholls / Charles Broom Olivia Gadecki / Alex De Minaur \| 3 6 \| 63 7 \| \| \| |                             |                                                                 |       |      |   |  |
| |                             |                                                                 | 1     | 2    | 3 |  |
| 1 | Reino Unido · Austrália     | Katie Boulter Olivia Gadecki                                    | 6 2   | 6 1  |   |  |
| 2 | Reino Unido · Austrália     | Billy Harris Alex de Minaur                                     | 2 6   | 1 6  |   |  |
| 3 | Reino Unido · Austrália     | Olivia Nicholls / Charles Broom Olivia Gadecki / Alex De Minaur | 3 6   | 63 7 |   |  |

### Ranking das equipes em segundo lugar
Cidade sede: Perth
| Pos. | País   | Disputas | Partidas | Sets       | Games       |
| ---- | ------ | -------- | -------- | ---------- | ----------- |
| 1    | China  | 1–1      | 4–2      | 9–6 (60%)  | 74–65 (53%) |
| 2    | Canadá | 1–1      | 3–3      | 7–7 (50%)  | 71–66 (52%) |
| 3    | Grécia | 1–1      | 2–4      | 5–10 (33%) | 56–68 (45%) |

Cidade sede: Sydney
| Pos. | País      | Disputas | Partidas | Sets      | Games       |
| ---- | --------- | -------- | -------- | --------- | ----------- |
| 1    | Chéquia   | 1–1      | 3–3      | 7–7 (50%) | 73–70 (51%) |
| 2    | Austrália | 1–1      | 3–3      | 6–6 (50%) | 52–53 (50%) |
| 3    | Suíça     | 1–1      | 2–4      | 4–8 (33%) | 52–61 (46%) |

### Quartas de final

#### Cazaquistão vs. Alemanha
| KAZ 2 | Perth, RAC Arena 1 de janeiro de 2025 | Perth, RAC Arena 1 de janeiro de 2025                        | GER 1 |     |     |  |
| \| \| \| \| 1 \| 2 \| 3 \| \| \| - \| \| ------------------------------------------------------------ \| ---- \| --- \| --- \| \| \| 1 \| \| Elena Rybakina Laura Siegemund \| 6 3 \| 6 1 \| \| \| \| 2 \| \| Alexander Shevchenko Daniel Masur \| 65 7 \| 6 2 \| 6 2 \| \| \| 3 \| \| Zhibek Kulambayeva / Dmitry Popko Laura Siegemund / Tim Pütz \| 2 6 \| 2 6 \| \| \| |                                       |                                                              |       |     |     |  |
| |                                       |                                                              | 1     | 2   | 3   |  |
| 1 | Cazaquistão · Alemanha                | Elena Rybakina Laura Siegemund                               | 6 3   | 6 1 |     |  |
| 2 | Cazaquistão · Alemanha                | Alexander Shevchenko Daniel Masur                            | 65 7  | 6 2 | 6 2 |  |
| 3 | Cazaquistão · Alemanha                | Zhibek Kulambayeva / Dmitry Popko Laura Siegemund / Tim Pütz | 2 6   | 2 6 |     |  |

#### Polônia vs. Grã-Bretanha
| POL 3 | Sydney, Ken Rosewall Arena 2 de janeiro de 2025 | Sydney, Ken Rosewall Arena 2 de janeiro de 2025                 | GBR 0 |      |     |  |
| \| \| \| \| 1 \| 2 \| 3 \| \| \| - \| \| --------------------------------------------------------------- \| ---- \| ---- \| --- \| \| \| 1 \| \| Hubert Hurkacz Billy Harris \| 7 63 \| 7 5 \| \| \| \| 2 \| \| Iga Świątek Katie Boulter \| 64 7 \| 6 1 \| 6 4 \| \| \| 3 \| \| Maja Chwalińska / Jan Zieliński Olivia Nicholls / Charles Broom \| 6 2 \| 7 63 \| \| \| |                                                 |                                                                 |       |      |     |  |
| |                                                 |                                                                 | 1     | 2    | 3   |  |
| 1 | Polónia · Reino Unido                           | Hubert Hurkacz Billy Harris                                     | 7 63  | 7 5  |     |  |
| 2 | Polónia · Reino Unido                           | Iga Świątek Katie Boulter                                       | 64 7  | 6 1  | 6 4 |  |
| 3 | Polónia · Reino Unido                           | Maja Chwalińska / Jan Zieliński Olivia Nicholls / Charles Broom | 6 2   | 7 63 |     |  |

#### Estados Unidos vs. China
| USA 3 | Perth, RAC Arena 1 de janeiro de 2025 | Perth, RAC Arena 1 de janeiro de 2025                       | CHN 0 |      |          |  |
| \| \| \| \| 1 \| 2 \| 3 \| \| \| - \| \| ----------------------------------------------------------- \| ---- \| ---- \| -------- \| \| \| 1 \| \| Coco Gauff Zhang Shuai \| 7 64 \| 6 2 \| \| \| \| 2 \| \| Taylor Fritz Zhang Zhizhen \| 6 4 \| 6 4 \| \| \| \| 3 \| \| Desirae Krawczyk / Robert Galloway Zhang Shuai / Sun Fajing \| 6 3 \| 61 7 \| [10] [3] \| \| |                                       |                                                             |       |      |          |  |
| |                                       |                                                             | 1     | 2    | 3        |  |
| 1 | Estados Unidos · China                | Coco Gauff Zhang Shuai                                      | 7 64  | 6 2  |          |  |
| 2 | Estados Unidos · China                | Taylor Fritz Zhang Zhizhen                                  | 6 4   | 6 4  |          |  |
| 3 | Estados Unidos · China                | Desirae Krawczyk / Robert Galloway Zhang Shuai / Sun Fajing | 6 3   | 61 7 | [10] [3] |  |

#### Itália vs. Chéquia
| ITA 1 | Sydney, Ken Rosewall Arena 3 de janeiro de 2025 | Sydney, Ken Rosewall Arena 3 de janeiro de 2025               | CZE 2 |     |          |  |
| \| \| \| \| 1 \| 2 \| 3 \| \| \| - \| \| ------------------------------------------------------------- \| --- \| --- \| -------- \| \| \| 1 \| \| Jasmine Paolini Karolína Muchová \| 2 6 \| 2 6 \| \| \| \| 2 \| \| Flavio Cobolli Tomáš Macháč \| 1 6 \| 2 6 \| \| \| \| 3 \| \| Sara Errani / Andrea Vavassori Gabriela Knutson / Patrik Rikl \| 7 5 \| 3 6 \| [10] [4] \| \| |                                                 |                                                               |       |     |          |  |
| |                                                 |                                                               | 1     | 2   | 3        |  |
| 1 | Itália · Chéquia                                | Jasmine Paolini Karolína Muchová                              | 2 6   | 2 6 |          |  |
| 2 | Itália · Chéquia                                | Flavio Cobolli Tomáš Macháč                                   | 1 6   | 2 6 |          |  |
| 3 | Itália · Chéquia                                | Sara Errani / Andrea Vavassori Gabriela Knutson / Patrik Rikl | 7 5   | 3 6 | [10] [4] |  |

### Semifinais

#### Cazaquistão vs. Polônia
| KAZ 0 | Sydney, Ken Rosewall Arena 4 de janeiro de 2025 | Sydney, Ken Rosewall Arena 4 de janeiro de 2025 | POL 0 |   |   |  |
| \| \| \| \| 1 \| 2 \| 3 \| \| \| - \| \| \| - \| - \| - \| \| \| 1 \| \| \| \| \| \| \| \| 2 \| \| \| \| \| \| \| \| 3 \| \| \| \| \| \| \| |                                                 |                                                 |       |   |   |  |
| |                                                 |                                                 | 1     | 2 | 3 |  |
| 1 | Cazaquistão · Polónia                           |                                                 |       |   |   |  |
| 2 | Cazaquistão · Polónia                           |                                                 |       |   |   |  |
| 3 | Cazaquistão · Polónia                           |                                                 |       |   |   |  |

#### Estados Unidos vs. Chéquia
| USA 3 | Sydney, Ken Rosewall Arena 4 de janeiro de 2025 | Sydney, Ken Rosewall Arena 4 de janeiro de 2025               | CZE 0 |     |   |            |
| \| \| \| \| 1 \| 2 \| 3 \| \| \| - \| \| ------------------------------------------------------------- \| ---- \| --- \| - \| ---------- \| \| 1 \| \| Coco Gauff Karolína Muchová \| 6 1 \| 6 4 \| \| \| \| 2 \| \| Taylor Fritz Tomáš Macháč \| 64 7 \| 6 5 \| \| retirou-se \| \| 3 \| \| Desirae Krawczyk / Denis Kudla Gabriela Knutson / Patrik Rikl \| 7 5 \| 6 0 \| \| \| |                                                 |                                                               |       |     |   |            |
| |                                                 |                                                               | 1     | 2   | 3 |            |
| 1 | Estados Unidos · Chéquia                        | Coco Gauff Karolína Muchová                                   | 6 1   | 6 4 |   |            |
| 2 | Estados Unidos · Chéquia                        | Taylor Fritz Tomáš Macháč                                     | 64 7  | 6 5 |   | retirou-se |
| 3 | Estados Unidos · Chéquia                        | Desirae Krawczyk / Denis Kudla Gabriela Knutson / Patrik Rikl | 7 5   | 6 0 |   |            |

### Final

#### Polônia vs. Estados Unidos
| POL 0 | Sydney, Ken Rosewall Arena 5 de janeiro de 2025 | Sydney, Ken Rosewall Arena 5 de janeiro de 2025        | USA 2 |     |      |            |
| \| \| \| \| 1 \| 2 \| 3 \| \| \| - \| \| ------------------------------------------------------ \| --- \| --- \| ---- \| ---------- \| \| 1 \| \| Iga Świątek Coco Gauff \| 4 6 \| 4 6 \| \| \| \| 2 \| \| Hubert Hurkacz Taylor Fritz \| 4 6 \| 7 5 \| 64 7 \| \| \| 3 \| \| Iga Świątek / Hubert Hurkacz Coco Gauff / Taylor Fritz \| \| \| \| não jogado \| |                                                 |                                                        |       |     |      |            |
| |                                                 |                                                        | 1     | 2   | 3    |            |
| 1 | Polónia · Estados Unidos                        | Iga Świątek Coco Gauff                                 | 4 6   | 4 6 |      |            |
| 2 | Polónia · Estados Unidos                        | Hubert Hurkacz Taylor Fritz                            | 4 6   | 7 5 | 64 7 |            |
| 3 | Polónia · Estados Unidos                        | Iga Świątek / Hubert Hurkacz Coco Gauff / Taylor Fritz |       |     |      | não jogado |